# 色吾河
色吾河，是中国长江流域的一条河流，汇入通天河左岸，属于长江源水系。河长156千米，流域面积6272平方千米，年均流量17立方米每秒。自然落差536米。水能理论蕴藏量3万千瓦。